# Boutros Marayati
Boutros Marayati (Aleppo, 26 de fevereiro de 1948) - clérigo católico sírio de rito armênio, arcebispo de Aleppo desde 1990.
Foi ordenado sacerdote em 4 de julho de 1971. 
Em 21 de agosto de 1989, o Sínodo da Igreja Armênio-Católica o elegeu, quarenta e um anos, arquieparca de Aleppo dos Armênios, recebendo então a confirmação da nomeação pelo Papa João Paulo II no dia 21 de agosto seguinte; ele sucedeu Joseph Basmadjan, que morreu em 11 de dezembro de 1988 aos sessenta e quatro anos.
Ele foi consagrado em 4 de fevereiro de 1990 pelo patriarca católico armênio da Cilícia Howannes Bedros XVIII Kasparian, acompanhado pelo bispo titular católico armênio de Comana Armeniae André Bedoglouyan e pelo bispo titular católico armênio Tokat degli Armeni Vartan Achkarian. Após a morte do Patriarca Krikor Bedros XX, Ghabroyan tornou-se o administrador do Patriarcado da Cilícia.